# Флоренс Најтингејл
Флоренс Најтингејл (енгл. Florence Nightingale; Фиренца, 12. мај 1820 — Лондон, 13. август 1910) је била оснивачица сестринства, посебне дисциплине у оквиру медицинске деонтологије. Радила је као неговатељица, организаторка, истраживачица, реформаторка, списатељица и учитељица.

## Биографија
Рођена је 12. маја 1820. у Фиренци, по којој је добила име. Пореклом је из богате енглеске породице. Као млада имала је могућност да путује и стекне образовање. Говорила је седам језика, показивала склоност према математици, посебно статистици, али и за сестринство. Неговала је рођаке, послугу, комшије и са мајком обилазила сиромашне. У то време за неговатељство није биле потребне квалификације. Тај посао је био лишен друштвеног угледа и најчешће су га обављале жене из радничке класе, које нису налазиле друге могућности за запослење. Међутим, пошто су такве жене често биле на лошем гласу, родитељи су се противили њеној одлуци да се бави таквим послом. Међутим, она је остала упорна у својим намерама.
Приликом путовања на која су је родитељи слали, користила је прилику да обилази болнице и да разговара са стручњацима што су у њима радили. У повратку са путовања по Египту, током 1849/50. године је провела две недеље у Установи за ђаконесе у Кајзерсверту у Немачкој, где је научила о значају реда и дисциплине у здравственим установама, што јој је помогло на првом радном месту управника Установе за болесне госпође, где је радила од 1853. године до Кримског рата 1854. године.
Најпре је са групом медицинских сестара позвана да оде у Скадар, где је оформљена војна болница за рањенике и болесне војнике. Одмах пошто је стигла, прикупила је податке о санитарним условима болнице. Забележила је недостатак свежег ваздуха, нечистоћу, пренатрпаност, што је узроковало високу стопу смртности војника, која је износила 42,7%. Затим је израдила план за измену таквог стања, обезбедивши чисту одећу и постељу, одговарајућу храну, одредивши одговарајућу величину кревета и простор између њих. Осим тога, и сама је превијала ране, помагала при ампутацијама, ноћу обилазила болеснике, обезбедила простор у коме су војници проводили слободно време, како би их одвратила од конзумирања алкохола. Као резултат предузетих мера, дошло је до смањења стопе
Резултат начињених измена, у сарадњи са војницима, било је смањење стопе смртности војника на
2,2%.
Реформе и мере у санитетској служби и нези рањеника и болесника, које је она успоставила пре више од једног века и данас се користе:
- обилажење болесника ноћу
- документовање свих података релевантних за стање болесника
- праћење исхода у вези са пацијентом
- норме за грађење и уређивања болница

Током Кримског рата је и сама оболела од кримске грознице (врста тифуса), због чега се претпоставља да се након рата вратила са хроничном туберкулозом, тако да је највећи део времена после рата провела у постељи. И поред тога наставила је да ради.
Бринула се о рођацима, комшијама, као и радницима запосленим на породичним имањима. Мада због посете и величине имања, није могла да буде увек у њиховој близини, организовала је посете лекара онима којима је била потребна медицинска помоћ, писменим путем се информисала о њиховом стању, потребама и лечењу. Сама је неговала мајку и сестру, све до краја њиховог живота и осећала се одговорном за њихово здравље.
У свом раду је користила статистички метод, по узору на белгијскога статистичар Adolph Quetelet. Статистику је сматрала кључном у доношењу мера које би спречиле даље оболевање и смрт.
Радила је на реформама сестринства и јавног здравља.
Тражила је да се детаљно испитају санитарни услови у британској војском на Истоку, како се катастрофа какву је она затекла у Скадру више никад не понови. Од краљице је добила дозволу за оснивање Краљевске комисије. Заједно са угледним здравственим статистичари Вилијамом Фаром, који је у то време обављао функцију начелника Одељења за статистику Генералног регистра за Енглеску и Велс у то време прикупљала је податке о санитарним условима у војсци. Своје резултате сама је приказивала на графиконима пите и сачинила извештај под називом „Белешке о здрављу, ефикасности и болничкој администрацији у британској војсци”, које се сматрају њеним најбољим статистичким делом.
Њих двоје су наставили сарадњу и након израде извештаја. Док је она прикупљала податке о здравственом стању британских војника, он јој је преносио своје статистичко знање и информације о здрављу цивилног становништва.
Отворила је прву службу за медицинске сестре. Њене ученице су касније отвориле школе таквог типа у многим земљама. У Београду 1924. године изашла је прва генерација медицинских сестара.
Она и данас представља модел за медицинске сестре и техничаре. Настављајући њену визију и вредности, медицинске сестре брину о свим људима, водећи друштва широм света ка бољем здраву

## Заклетва
Сматрала је да је за добро функционисање сестринства неопходно испунити два услова:
а)добро познавање неге болесника као специфичне медицинске вештине и б)висока морална зрелост медицинске сестре.
Слична полазишта су уочљива и у Хипократовој заклетви, која се сматра првим писаним документом из медицинске етике.
Прва је написала заклетву намењену медицинским сестрама, с намером да дефинише морални лик медицинске сестре. У заклетви се истиче неопходност живљења у моралном чистунству, како у професионалном, тако и у свакодневном животу, потврђује се правило лат. Primum non nocere, као и обавеза чувања професионалне, односно медицинске тајне, те истиче обавеза сарадње с лекаром ради постизања заједничког циља - побољшања здравља болесника. Основа високе моралности лика медицинске сестре је добра стручна оспособљеност и понављање правила сестринске струке. Сестра се обавезује на стално усавршавање и подизање стручности на виши ниво.
Свечано се обавезујем пред Богом и у присуству овог скупа, да ћу провести цео свој живот у моралној чистоти и да ћу се одано бавити својом професијом.
Ја ћу се уздржавати од било каквог неконтролисаног поступка са болесником и нећу свесно применити лек који би га могао оштетити.
Све што је у мојој моћи, учинићу, да побољшам ниво своје професије и држаћу у тајности све личне информације које сам сазнала и све поверљиве информације које дознајем приликом обављања мог посла.
Са пуном лојалношћу, до краја ћу помагати лекару у његовом послу и одано ћу обављати све послове око болесног човека.— Текст заклетве Флоренс Најтингејл

## Медаља за милосрђе „Флоренс Најтингејл“
По Флоренс Најтингејл, као узору пожртвованости, храбрости и несебичног пружања помоћи рањенима и болеснима, у Вашингтону 1912, на IХ конференцији Међународног црвеног крста са седиштем у Женеви установљена је Медаља за милосрђе „Флоренс Најтингејл“, која је додељивана на предлог националних друштава Црвеног крста. Због избијања Првог светског рата, прва додела је извршена тек 1920. године.
Прва Српкиња и прва жена са простора Краљевине Југославије, добитница овог признања је била Делфа Иванић (1920), која је своју медаљу 1962. поклонила Српском лекарском друштву. Добитнице су биле и Анка Ђуровић (1923), Љубица Луковић (1925), Боса Ранковић (1931).